# Малацьки (округ)
Округ Малацки (словац. okres Malacky) — округ (okres, район) в Братиславському краї, західна Словаччина. Площа округу становить — 949,4 км², на якій проживає — 70 964 осіб (31.12.2015). Щільність населення — 74,74 осіб/км².

## Населення
| Рік:            | 1994.  | 2004.   | 2014.   | 2024.    |
| --------------- | ------ | ------- | ------- | -------- |
| Кількість осіб: | 62 625 | 65 840  | 70 043  | 79 982   |
| Різниця:        |        | +5,13 % | +6,38 % | +14,18 % |

| Рік:            | 2023.  | 2024.   |
| --------------- | ------ | ------- |
| Кількість осіб: | 79 689 | 79 982  |
| Різниця:        |        | +0,36 % |

### Статистичні дані (2001)

#### Національний склад
- Словаки 97,0 %
- Чехи 1,1 %

#### Конфесійний склад
- Католики 79,1 %
- Лютерани 1,2 %

## Адміністративний поділ

### Міста
- Малацки
- Ступава

### Села
- Борінка
- Ґаяри
- Яблонове
- Якубов
- Костоліште
- Кухиня
- Лаб
- Лозорне
- Мале Леваре
- Маріанка
- Пернек
- Плавське Підграддя
- Плавський Мікулаш
- Плавський Штврток
- Рогожник
- Солошниця
- Студієнка
- Сухоград
- Вельке Леваре
- Висока-при-Мораві
- Загір'я
- Загорська Весь
- Завод
- Зогор

## Географія
Розташовані Кухинські пагорби і Борська низовина. Збудовано водосховище Кухиня. Протікають Балажов потік; Пернецький потік; Сухий потік і Цабадов ярок.